# Herb Czchowa
Herb Czchowa – jeden z symboli miasta Czchów i gminy Czchów w postaci herbu

## Wygląd i symbolika
Herb przedstawia  w srebrnym polu tarczy kościół z czerwonej cegły, nakryty czarnym dachem a obok niego, również z czerwonej cegły i z czarnym dachem zwieńczonym chorągiewką, także inny budynek przypominający dzwonnicę lub kapliczkę.
Herb nawiązuje do najstarszej pieczęci Czchowa, pochodzącej z XIV w. Jest to przedstawienie kościoła parafialnego, który nawiązuje do pierwotnej nazwy miasta – Biały Kościół.

## Literatura.
- Piotr Gołdyn: Symbolika religijna i kościelna w herbach miast polskich do końca XX wieku. Wyd. I. Warszawa: DiG, 2008. ISBN 978-83-7181-452-5. Brak numerów stron w książce